# Родина (фильм, 1930)
«Родина», другое русское название — «Родная страна»; (яп. 藤原義江のふるさと: фудзивара ёсиэ-но фурусато, англ. Home Town) — японский фильм-драма 1930 года. По новелле Ивао Мори, который был и инициатором кинопостановки. Первые эксперименты в области звукового кино в Японии. Фильм был озвучен при помощи грамзаписи и в нём была лишь одна говорящая сцена, а большая часть фильма имеет лишь музыкальное сопровождение. Как бы там ни было, но опыт подобного звукового кинематографа был признан неудачным и первым звуковым японским фильмом в полном смысле этого слова принято считать киноленту «Соседка и жена» режиссёра Хэйноскэ Госё (1931). Сам режиссёр был недоволен получившимся результатом, из-за чего ещё на некоторое время отказался от экспериментов со звуком и вернулся к немым кинопостановкам.

## Сюжет
Взлёт и падение певца Ёсио Фудзимуры. Фудзимура развлекает пассажиров третьего класса на корабле, везущем японцев домой из круиза по Европе. Он путешествует вместе с любящей его женой Аяко. По прибытии в Японию, в жизни Фудзимуры появляется женщина из высшего общества Нацуэ Оомура, которая водит знакомство со знаменитыми музыкантами. Нацуэ знакомит Фудзимуру с импресарио, работающего со звёздами. Под руководством нового влиятельного агента Фудзимура исполняет песню «Фурусато» («Родина»), ставшую хитом. Когда Фудзимура достигает успеха, он игнорирует Аяко и живёт светской жизнью с Нацуэ и её друзьями из высшего общества.

## В ролях
- Ёсиэ Фудзивара — Ёсио Фудзимура, певец
- Сидзуэ Нацукава — Аяко, его жена
- Исаму Косуги — Хигути, друг Фудзимуры
- Хэйтаро Дои — Бундзо Хаттори, импресарио
- Хиротоси Мурата — Мисао Сато
- Кунио Тамура — Санкити
- Фудзико Хамагути — Нацуэ Оомура
- Такако Ириэ — Дзоко
- Сэйити Цумори — директор

Как только начался показ в Музее кино в Москве первого звукового японского фильма «Родина», снятого режиссёром Кэндзи Мидзогути в 1930 году, можно было с первых же кадров испытать странное ощущение, что вместе с героем, оперным певцом Ёсиэ Фудзиварой, который там играет как бы самого себя, словно возвращаешься после долгого отсутствия на родину. Мимо корабля проплывали типично японские пейзажи, звучала трогательная песня о родном городке, а то, как в манере вроде бы бесхитростной фиксации это было снято, вдруг рождало впечатление, что присутствуешь во время подлинного события, происходящего на палубе судна, где ты наивно ждёшь встречи с давно ушедшей юностью. Поистине, есть некая магия кинематографа в том, как нас очаровывают прибывающие поезда, приплывающие корабли, прилетающие самолёты...

## Премьеры
- — национальная премьера фильма состоялась 14 марта 1930 года[4].
- — впервые показан российскому зрителю 8 октября 2002 года в рамках ретроспективы фильмов Кэндзи Мидзогути в московском Музее кино[5].
- — впервые представлен венгерским кинозрителям 23 марта 2012 года в рамках ретроспективы фильмов Кэндзи Мидзогути в Будапеште[4].
- — 25 июня 2012 года фильм был показан в Италии в рамках ретроспективы Il Cinema Ritrovato[4].

## О фильме
Старейшая из японских кинокомпаний «Никкацу» вознамерилась быть первой в области звукового кино. Началось это весной 1930 года. Замысел фильма связан с именем Ивао Мори. Ознакомившись во время своего пребывания в Америке со всем новым в области кино, Мори прежде всего заполучил для главной роли в фильме наиболее популярного в то время в Японии певца Ёсио Фудзивару. Мори в данном случае учёл успех, который выпал на долю первого американского звукового фильма «Певец джаза» (1927) благодаря участию в нём, по приглашению киномагната Джека Уорнера, известного певца Эла Джолсона. Затем Мори написал новеллу специально для того, чтобы Фудзивара в отдельных местах картины мог спеть несколько песен, и передал её троим сценаристам Бин Нёгэцу (заменённый впоследствии на Сатоси Кисараги), Сюити Хатамото и Масаси Кобаяси. Новелла представляла собой довольно шаблонное повествование о романтической карьере бедного студента-музыканта, который с помощью жены и друзей становится первоклассным артистом. Но весь смысл был в том, чтобы в нужных местах Фудзивара спел его коронные песни «Меня бранили» («Сикарарэтэ») и «Возвращение с победой» («Хоко-о осамэтэ»). Кроме того Фудзивара исполнял в фильме песню «Лунной ночью под звуки флейты среди деревьев моей родины в Оно». Именно с этой песней связано название фильма «Родина».
Мидзогути проводил съёмки в помещении бывшего кинотеатра в Омори. Здание было в крайне запущенном состоянии, крыша протекала, стены были покрыты влажными пятнами. Всё это как-то удалось прикрыть тростниковыми матами и джутовыми мешками, после чего приступили к съёмкам. Но самой сложной проблемой была проблема киноактёров. Поскольку актёры не просто беседовали между собой, а были вынуждены говорить по мере смены кадров (причём перед ними всегда висел микрофон), они с трудом могли себя заставить произнести ту или иную реплику. Даже Сидзуэ Нацукава, которая в то время была популярной звездой экрана и имела опыт игры на сцене, жаловалась корреспонденту, пришедшему её проинтервьюировать в связи с её участием в фильме: Я не гожусь для игры в звуковых фильмах, — говорила она. — Стоит мне начать реплику, как я забываю следить за выражением лица. Все силы уходят на то, чтобы произнести реплику и сохранить нужное выражение лица. Стремясь как можно лучше произнести свой текст, повышаю голос, и сразу же возникает шум (журнал «Эйга орай», 1930, апрель).
В заглавной роли музыканта снимался Фудзивара. Как пишет известный японский критик Акира Ивасаки: «играл, конечно, он слабо, как любитель, но, к счастью, его неповоротливость сглаживали Тамаки Маэда, Тоёаки Танака, Сидзуэ Нацукава и другие выдающиеся артисты, снимавшиеся в фильме. Так что фильм в общем смотрелся».
Кинолента по выходе на экран имела определённый успех, но всё же вышедший годом позже фильм «Соседка и жена» студии «Сётику» имел куда больший фурор. Это был полноценно звуковой фильм с наложенным звуком на киноплёнке, а не с использованием грамзаписи, как в случае с «Родиной» в компании «Никкацу». Именно «Соседка и жена» положила начало настоящему звуковому кино в Японии.

## Комментарии
1. ↑  Оригинальное японское название переводится на русский как «Родина Ёсиэ Фудзивара», поскольку певец и актёр Фудзивара был популярен в Японии тех лет, его имя включили в название фильма, тем самым придав большей привлекательности киноленты для массового зрителя. Однако за рубежом, как правило при упоминании о фильме в прессе и кинолитературе, имя певца в названии опускается и принято именовать фильм просто «Родина». Под названием «Родина» фильм упоминается во всех советских и российских изданиях по кинематографу, за исключением энциклопедического издания «Режиссёрская энциклопедия: Кино Азии, Африки, Австралии, Латинской Америки», где автор статьи о Мидзогути М. Теракопян даёт вариант названия «Родная страна», видимо исходящий от английского названия фильма в международном прокате.